# Ejido Netzahualcóyotl
Ejido Netzahualcóyotl är en ort i Mexiko.   Den ligger i kommunen Mexicali och delstaten Baja California, i den nordvästra delen av landet, 2 200 km nordväst om huvudstaden Mexico City. Ejido Netzahualcóyotl ligger 17 meter över havet och antalet invånare är 1 064.
Terrängen runt Ejido Netzahualcóyotl är mycket platt. Runt Ejido Netzahualcóyotl är det ganska tätbefolkat, med 58 invånare per kvadratkilometer. Närmaste större samhälle är Tecolots, 9,8 km sydost om Ejido Netzahualcóyotl. Trakten runt Ejido Netzahualcóyotl består till största delen av jordbruksmark.